# Winterhafen Kaunas

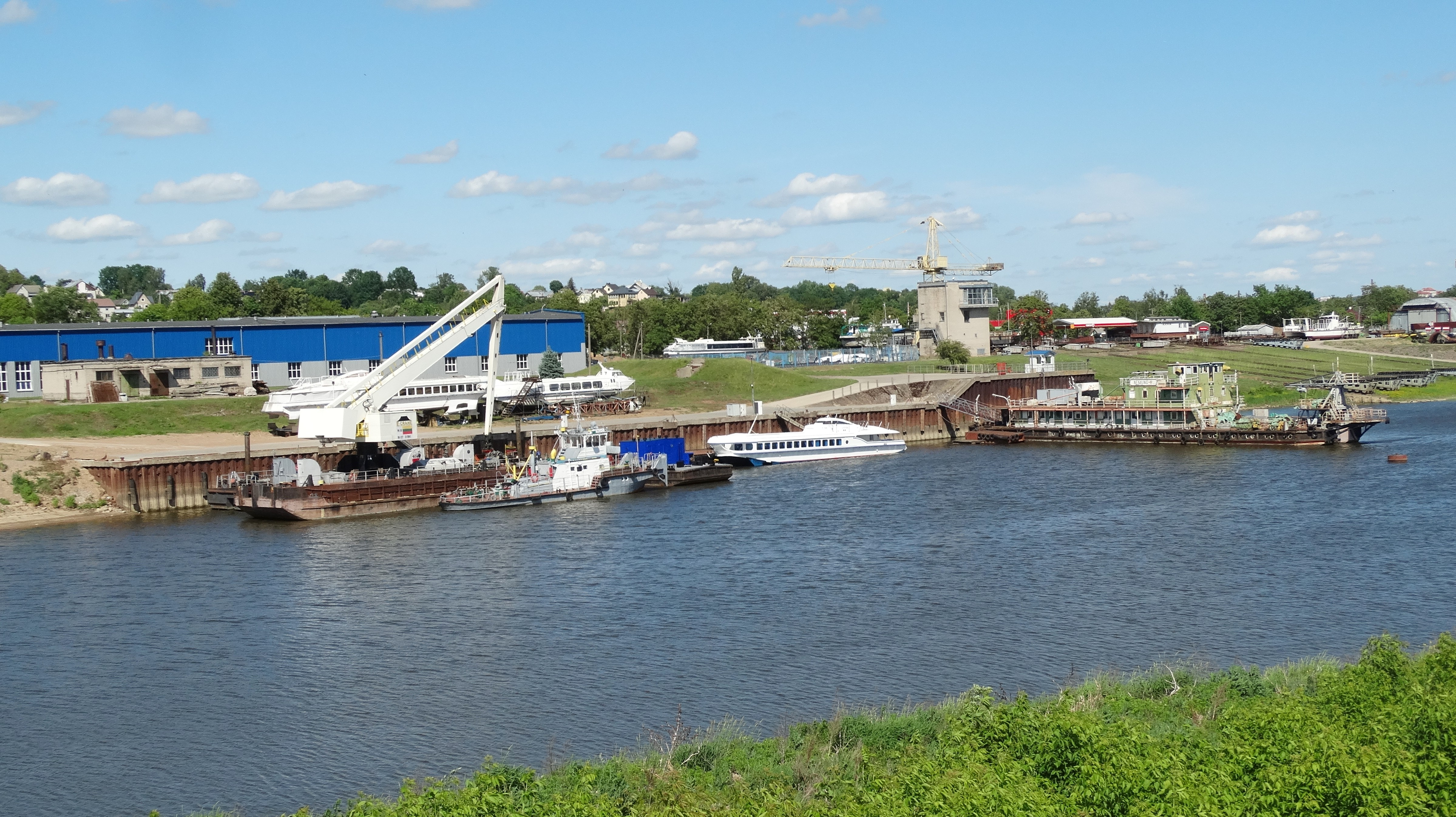
Hafen

Der Winterhafen Kaunas (lit. Kauno žiemos uostas; Winterbinnenhafen Kaunas, lit. Kauno žiemos vidaus vandenų uostas, Hafen Vilijampolė, lit. Vilijampolės uostas) ist ein Binnenhafen in der zweitgrößten litauischen Stadt Kaunas, im Stadtteil Vilijampolė. Der Hafen befindet sich am linken (westlichen) Ufer des Flusses Nemunas (Raudondvario pl. 113). Die Fläche beträgt 8 ha. Der Hafen wird von der staatlichen Behörde (Wasserstraßen- und Schifffahrtsverwaltung Litauens) verwaltet und betrieben.
Koordinaten: 54° 53′ 24″ N, 23° 54′ 19″ O